# 디아블로의 등장인물 목록
디아블로 시리즈에 나오는 주요 등장인물들의 목록이다. 전체적으로 동사의 스타크래프트 시리즈나 워크래프트 시리즈의 인물들과 비슷한 성격을 찾아볼 수 있다.

## 디아블로

### 린던
건달

## 천사

### 말티엘
죽음의 대천사/천족 반역자/전 지혜의 대천사/타락천사
말티엘은 원래 평범한 지혜의 대천사였다. 하지만, 디아블로 II의 확장팩 파괴의 군주에서 세계석 파괴 이후 성격이 급격히 변해 급기야 자신을 죽음의 대천사라고 부르며 천상을 떠나는 일이 잦아졌다. 그리고, 급기야 디아블로가 세상에 없는 틈을 타 이 세상의 모든 악을 검은 영혼석으로 빨아들이기로 결정, 검은 영혼석을 디아블로 III: 영혼을 거두는 자 시네마틱에서 훔친다. 말티엘이 개조한 검은 영혼석은 인간의 영혼까지 빨아들일 수 있었는데, 왜냐하면 천사와 악마 사이에 태어난 인간은 선과 악을 선택할 수 있었지만, 말티엘은 그것이 너무 위험해 보였던 것이다.
하지만, 네팔렘들은 티리엘을 도와 말티엘을 찾아내기 시작하고, 마침내 길고 긴 여정 끝에 우리의 용사들은 말티엘의 부하인 영혼 수확자들을 처리하고 말티엘과 일대일 대결을 하게 된다. 하지만 대악마 디아블로까지 무찌른 네팔렘들에게 말티엘은 아무것도 아니였다. 급기야 말티엘은 피가 반으로 줄어들자 검은 영혼석을 소환해 그것을 몸속에 넣게 된다. 그러나 네팔렘들의 강력한 힘에 말티엘은 쓰러졌다. 일반 천사와 다르게 타락한 천사였던 말티엘은 부활할 수도 없다. 결국 말티엘은 영원히 소멸되었다.

### 임페리우스
용기의 대천사
임페리우스(Imperius)는 용감하고 힘이 가장 강해 용기의 대천사라고 부른다. 앙기리스 의회의 실질적인 지도자는 임페리우스로 전쟁에 필요한 모든 전술을 꿰뚫고 있다. 지옥의 무리를 사냥하지 않을 때면 그는 종종 드높은 천상에 자리한 용기의 전당에서 다른 천사들을 훈련하거나 작전을 논의하곤 한다. 지옥의 군단이 드높은 천상을 침략했을 때 동료를 모아 이에 대항한 것이 바로 임페리우스다. 다이아몬드 문을 가장 먼저 박차고 나와 오합지졸의 지옥 군단을 향해 돌진한 것도 그다. 임페리우스가 싸우는 모습을 보고 그의 강함과 용맹스러움에 감탄하지 않는 천사가 없었다.
임페리우스의 지도력과 무공은 천계 내에서도 아주 높게 평가되고 있으나, 단 한 가지의 허점이 있다. 그의 자부심과 오만함은 정의의 대천사인 티리엘과 잦은 충돌을 빚는다. 이것은 '죄악의 전쟁'이 종결될 때 티리엘의 영향이 컸기 때문인데, 이 협정은 영원한 분쟁을 뜨뜻미지근한 휴전 상태로 몰아넣었고 임페리우스 자신이 전투에서 무공을 세울 기회가 사라졌다는 것을 의미한다.

### 티리엘
정의의 대천사/현 필멸자